# Oblast Loveč
Oblast Loveč (bugarski Област Ловеч) nalazi se u sjevernoj Bugarskoj. U oblasti živi 169.951 stanovnika, dok je prosječna gustoća naseljenosti 41 stan./km² Najveći grad i administrativno središte oblasti je grad Loveč s 48.151 stanovnikom.
Oblast Loveč sastoji se od osam općina:
| Općina    | Stan.  | Sjedište  | Stan.  |
| --------- | ------ | --------- | ------ |
| Aprilci   | 3.392  | Aprilci   | 3.116  |
| Letnica   | 5.498  | Letnica   | 4.382  |
| Loveč     | 60.426 | Loveč     | 48.151 |
| Lukovit   | 20.612 | Lukovit   | 10.761 |
| Teteven   | 23.856 | Teteven   | 11.841 |
| Trojan    | 36.535 | Trojan    | 25.965 |
| Ugrčin    | 7.025  | Ugrčin    | 2.948  |
| Jablanica | 6.462  | Jablanica | 3.073  |

## Stanovništvo
Prema popisu stanovništva iz 2001. godine, oblast Loveč imala je 169.951 stanovnika.

### Etnički sastav
Prema popisu stanovništva iz 2001. godine etnički sastav je sljedeći:
| Narod     | Stanovnika |
| --------- | ---------- |
| Bugari    | 152194     |
| Turci     | 8476       |
| Romi      | 6316       |
| Rusi      | 269        |
| Armenci   | 12         |
| Vlasi     | 458        |
| Makedonci | 7          |
| Grci      | 21         |
| Ukrajinci | 29         |
| Židovi    | 1          |
| Rumunji   | 3          |
| Ostali    | 91         |

## Vanjske poveznice
- Službena stranica oblasti  Arhivirana inačica izvorne stranice od 27. svibnja 2010. (Wayback Machine)